# Patai József
Patai József (héberül: יוסף פטאי, születési nevén Klein József, álneve: Secundus, Gyöngyöspata, 1882. január 5. – Givatajim, 1953. február 21.) zsidó származású magyar író, költő, műfordító, folklorista.

## Életrajza
Patai József 1882. január 5-én született Gyöngyöspatán (más források szerint Nyitrán) Klein Mór és Braun Janka gyermekeként. Elemi iskoláinak elvégzése után Kisvárdán, Sátoraljaújhelyen, Huszton, Nyitrán és Szatmáron, ezután egy évig a budapesti rabbiképzőben, majd a budapesti egyetem bölcsészeti karán tanult. 1907-ben doktori diplomát, 1908-ban tanári oklevelet szerzett.
1908–1921 között budapesti gimnáziumi tanár. 1912-től a Múlt és Jövő című zsidó folyóirat szerkesztője volt. 1940-ben kivándorolt Palesztinába. A hazai és külföldi zsidóság körében széles körű, cionista szellemű, a zsidó nemzeti öntudat felkeltését célzó tevékenységet folytatott. Külföldi kézirattárakban a középkori héber költők ismeretlen alkotásait kutatta fel. Szerkesztette a Magyar-Zsidó Könyvtárat, a Magyar Zsidó Almanachot.
Felesége Ehrenfeld Edit volt, akit 1909. május 6-án Budapesten, a Terézvárosban vett nőül.
Fia Patai Ervin György Raphael Patai  néven vált nevezetessé, mint antropológus.

## Főbb munkái
- Sáásué Alumim (héber versek, Budapest, 1902)
- Babylon vizein (versek, Budapest, 1906)
- Bajza és Lessing (Budapest, 1907)
- Templomi énekek (Budapest, 1910)
- Héber költők (I – V., műfordítások, Budapest, 1910 – 12)
- Sulamit, látod a lángot? (versek, Budapest, 1919)
- A föltámadó Szentföld, (Budapest, 1926)
- Herzl (életrajz, Budapest, 1932)
- Patai József összegyűjtőtt művei (I – III., Budapest, 1938)
- Sirim (héber költemények, Tel-Aviv, 1946)
- Kabala – Lelkek és titkok, (Mult és Jövő, Budapest 1923)